# Tasseboda
Tasseboda är en by i Västra Vrams socken i Kristianstads kommun i Skåne län, belägen just öster om Tollarp.
Markerna tillhörde ursprungligen Maltesholms gods och namnet Tasseboda kommer av att området var "tassemarker" till Maltesholm.
Byns hjärta, Tasseboda gård, uppfördes på 1870-talet av Jöns Persson. Hans ättlingar lever och verkar än i dag på gården. Här bedrivs bland annat nötköttsproduktion och diverse odling.